# Barbara Haveman
Barbara Haveman (* 1968 in Groningen) ist eine niederländische Opernsängerin (Sopran).

## Leben
Barbara Haveman studierte Gesang am Conservatorium Maastricht. Ihr Studium dort schloss sie 1994 ab. Sie vervollständigte ihre Ausbildung an der Accademia Chigiana bei Carlo Bergonzi und Renata Scotto sowie bei Catherine Green in New York, die noch heute ihre Gesangslehrerin ist.
1995 gab sie ihr Bühnendebüt in der Rolle der Salud in Manuel de Fallas La vida breve am Oldenburgischen Staatstheater. Sie sang daraufhin Hauptrollen an mehreren Häusern in Italien und vielfach an der Opéra du Rhin in Straßburg, darunter Donna Elvira in Mozarts Don Giovanni und Amelia in Verdis La traviata und Maskenball. Für ihre Verkörperung der Blanche in André Previns Oper A Streetcar Named Desire bei der europäischen Erstaufführung in Straßburg 2001 erntete sie sehr positive Kritiken.
Eine internationale Karriere folgte mit Gastspielen in Nancy, Toulouse, Montpellier, Nizza, Monte Carlo, Liège, Antwerpen/Gent, am Royal Opera House Covent Garden, am Gran Teatre del Liceu in Barcelona, an der Staatsoper Budapest, der Israeli Opera in Tel Aviv, bei den Bregenzer Festspielen, an der Volksoper Wien, der Hamburgischen Staatsoper, der Oper Essen, der Oper Frankfurt, der Oper Köln, der Deutschen Oper am Rhein (Düsseldorf/Duisburg) folgten. In ihrem Heimatland sang sie an der De Nederlandse Opera und im Concertgebouw Amsterdam. 2003 debütierte sie als Salomé (in Massenets Hérodiade) an der Wiener Staatsoper, 2005 sang sie dort die Titelrolle in Puccinis Manon Lescaut, in den folgenden Jahren auch die Amelia im Maskenball sowie die Titelrolle in Puccinis Tosca.
Neben ihrer Opernkarriere verfolgt sie eine rege Konzerttätigkeit mit Oratorien- und Orchesterkonzerten und Liederabenden.

## Opernrollen
- Georges Bizet: Carmen – Micaela
- Arrigo Boito: Mefistofele – Margherita
- Manuel de Falla: La vida breve – Salud
- Christoph Willibald Gluck: Iphigénie en Tauride – Diane
- Leoš Janáček: Jenůfa – Jenůfa
- Leoš Janáček: Káťa Kabanová – Káťa
- Jules Massenet: Hérodiade – Salomé
- Wolfgang Amadeus Mozart: Così fan tutte – Fiordiligi
- Wolfgang Amadeus Mozart: Don Giovanni – Donna Elvira
- Wolfgang Amadeus Mozart: Die Zauberflöte – Erste Dame
- Wolfgang Amadeus Mozart: Le nozze di Figaro – Gräfin
- Carl Nielsen: Maskarade – Leonora
- Jacques Offenbach: Les contes d’Hoffmann – Giulietta
- Francis Poulenc: La voix humaine – La Femme
- André Previn: A Streetcar Named Desire – Blanche
- Giacomo Puccini: La Bohème – Mimi
- Giacomo Puccini: Manon Lescaut – Manon
- Giacomo Puccini: Tosca – Tosca
- Bedřich Smetana: Die verkaufte Braut – Marie
- Richard Strauss: Ariadne auf Naxos – Primadonna/Ariadne
- Pjotr I. Tschaikowsky: Pique Dame – Lisa
- Giuseppe Verdi: Aida – Aida
- Giuseppe Verdi: Un ballo in maschera – Amelia
- Giuseppe Verdi: Don Carlo – Elisabetta
- Giuseppe Verdi: Ernani – Elvira
- Giuseppe Verdi: Otello – Desdemona
- Giuseppe Verdi: Simon Boccanegra – Amelia
- Giuseppe Verdi: La traviata – Violetta
- Richard Wagner: Die Meistersinger von Nürnberg – Eva
- Richard Wagner: Tannhäuser – Elisabeth
- Alexander von Zemlinksy: Eine florentinische Tragödie – Bianca
- Alexander von Zemlinksy: Der König Kandaules – Nyssia
- Ludwig van Beethoven: Fidelio – Leonore

## Wettbewerbe
- 1997 Hans-Gabor-Belvedere-Gesangswettbewerb in Wien (Dritter Preis)
- 1997 Concours International de Chant in Verviers, Belgien (Erster Preis)
- 1998 Concorso Internazionale Voci Verdiane in Busseto, Italien (Erster Preis)

## Tonträger
CDs:
- Ludwig van Beethoven: 9. Sinfonie. Orchestre National de Lyon, Leitung: Jun Märkl
- Gustav Mahler: 8. Sinfonie. Gürzenich-Orchester Köln, Leitung: Markus Stenz
- Richard Wagner: Die Meistersinger von Nürnberg. Radio Filharmonisch Orkest Hilversum, Leitung: Jaap van Zweeden (konzertant)

DVDs:
- Carl Nielsen: Maskarade. Bregenzer Festspiele, Leitung: Ulf Schirmer
- Giuseppe Verdi: Les vêpres siciliennes. De Nederlandse Opera Amsterdam, Leitung: Paolo Carignani